# Großsteingrab Fuglerupgård
Das Großsteingrab Fuglerupgård ist eine megalithische Grabanlage der jungsteinzeitlichen Nordgruppe der Trichterbecherkultur im Kirchspiel Lynge in der dänischen Kommune Allerød.

## Lage
Das Grab liegt nördlich von Lynge und östlich des Hillerødvej auf einem Feld. In der näheren Umgebung gibt bzw. gab es zahlreiche weitere megalithische Grabanlagen.

## Forschungsgeschichte
In den Jahren 1890 und 1942 führten Mitarbeiter des Dänischen Nationalmuseums Dokumentationen der Fundstelle durch. Eine weitere Dokumentation erfolgte 1982 durch Mitarbeiter der Forst- und Naturbehörde.

## Beschreibung
Die Anlage besitzt eine nord-südlich orientierte rechteckige Hügelschüttung mit einer Länge von mindestens 12 m und einer Breite von 7 m. Von der Umfassung sind jeweils ein Stein an der Süd- und Westseite sowie zwei Steine an der Ostseite erhalten. Die Grabkammer ist nord-südlich orientiert und hat eine Länge von 1,6 m und eine Breite von mindestens 0,7 m. Es sind noch zwei Wandsteine an der östlichen und ein Wandstein an der westlichen Langseite erhalten. Auf den Wandsteinen liegt ein Deckstein auf. Die Kammer ist wohl als Dolmen anzusprechen.